# Canecillo

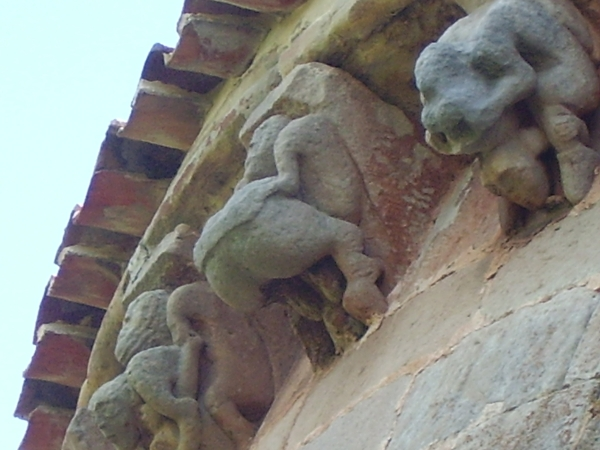
Canecillos de la iglesia románica de Villanueva de la Nía, Cantabria.

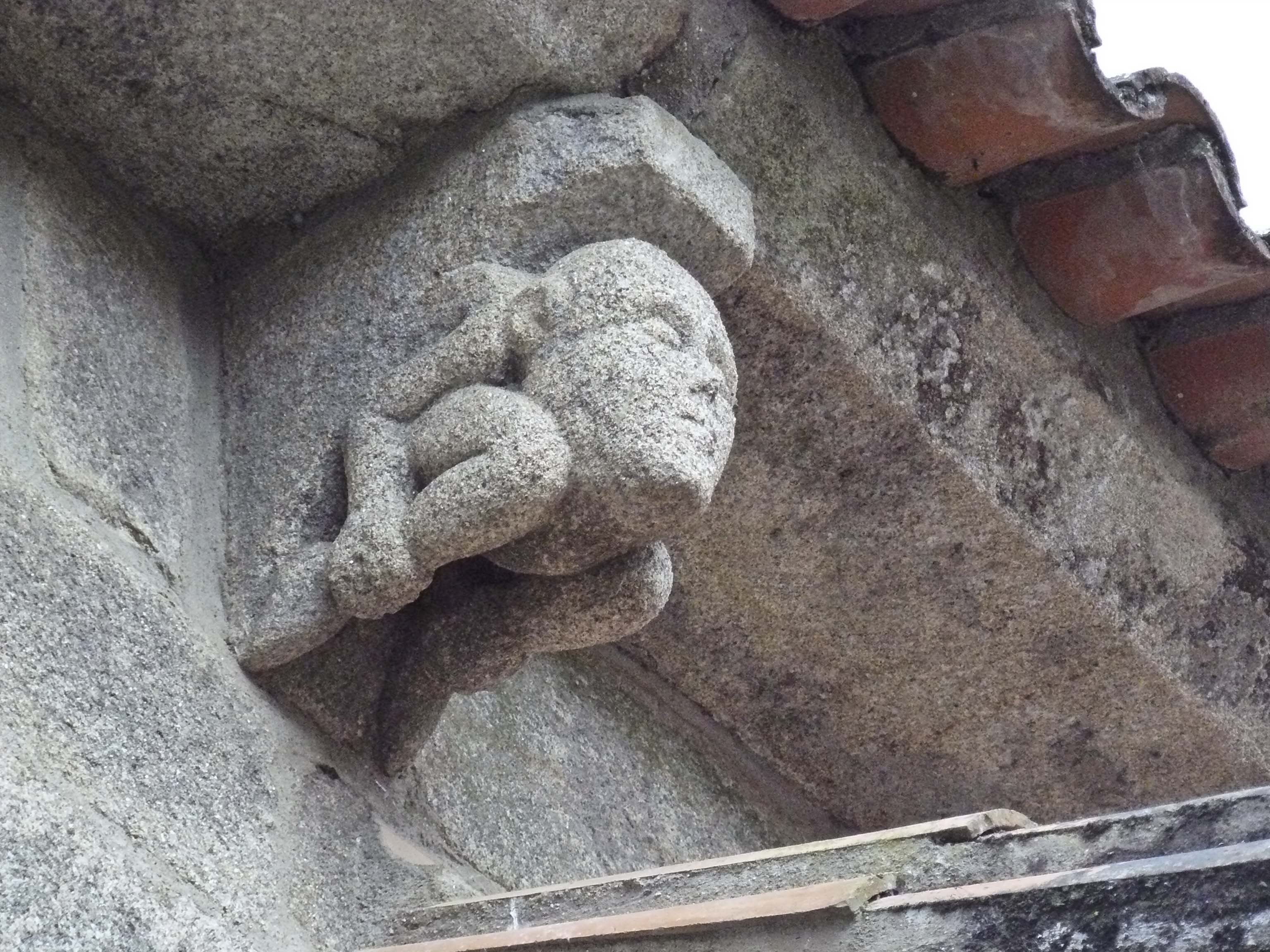
Canecillo de granito con la figura de un hombre en la iglesia de San Pedro de Ansemil (Silleda), Galicia

Un canecillo o can, en arquitectura y en arte, es la cabeza de la viga que asoma al exterior y soporta la cornisa o alero. Como evolución de esta acepción, el término también puede ser usado para designar la pieza voladiza —de cualquier material— que soporta los aleros o extremos de una cubierta, o un dintel.
Originariamente, el can es usado como un elemento constructivo que implica una economía de medios, ya que soporta la cornisa aprovechando la propia viga que sustenta el tejado. Pero su forma evolucionó para ser empleado como elemento meramente decorativo hasta el punto de perder su utilidad primitiva, pasando a ser una pieza exenta no portante. Ello derivó en numerosas formas escultóricas, sirviendo para completar el soporte o simplemente para embellecer las cubiertas exteriores e interiores, o los dinteles de los vanos.
Puede considerarse un tipo de modillón y ser conocido con ese nombre.
La forma más sencilla del canecillo es en caveto, sin ornamento.

## En el Románico
Son elementos constructivos característicos del arte románico, consistentes en piezas pétreas, generalmente con decoración tallada, colocadas en la parte superior del muro, sobresaliendo del mismo y sosteniendo a intervalos a la cornisa o alero del tejado. Se usan también para soportar el dintel de las portadas.
En Asturias, como elemento definido del románico, no faltan las ménsulas o canecillos en la diversa serie de monumentos arquitectónicos de tales características, extendidos por la geografía asturiana. Los hay de muy variadas formas y significación. El elemento más común es el canecillo simple, carente de toda ornamentación y con todas sus facetas rectas, pero no por ello dejan de abundar los exornados con diversos motivos, ya sean de carácter vegetal, alegóricos o historiados con figuras humanas de honda y concreta significación. Al igual que los capiteles, aunque los canecillos, por su reducida superficie y finalidad, no alcanzan el interés de aquellos, ofrecen notables peculiaridades desde el punto de vista escultural, siendo de destacar, por su riqueza de matices, los existentes en los templos de San Pedro de Villanueva, San Esteban de Aramil, San Pedro de Teverga y Santa María de Villamayor.